# 梅德尔 (福拉尔贝格州)
梅德尔（德語：Mäder）是奥地利福拉尔贝格州费尔德基希县的一个市镇。总面积3.39平方公里，总人口3330人，人口密度982.3人/平方公里（2005年）。